# Varennes (Dordonha)
Varennes é uma comuna francesa na região administrativa da Nova Aquitânia, no departamento Dordonha. Estende-se por uma área de 4,05 km². Em 2010 a comuna tinha 469 habitantes (densidade: 115,8 hab./km²).